# Rudolf Etter

Rudolf Etter (1971)

Rudolf Etter (* 19. März 1914 in Meikirch; † 2. März 1982 in Aarwangen; heimatberechtigt in Meikirch) war ein Schweizer Politiker (zuerst Bauern-, Gewerbe- und Bürgerpartei (BGB), dann Schweizerische Volkspartei (SVP)).

## Leben
Etter besuchte in Meikirch die Primarschule und anschliessend die Handelsschule in Neuenburg. Nach seinen Jahren von 1930 bis 1939 als Lehrling war er Angestellter der Mosterei in Aarwangen. Nach den Besuchen verschiedener Fachkurse an der Eidgenössischen Versuchsanstalt Wädenswil wurde er Besitzer und Leiter der Mosterei Aarwangen.
Von 1944 bis 1955 war Etter Gemeinderat bzw. Gemeindepräsident in Aarwangen. Zudem sass er von 1946 bis 1956 im Berner Grossrat, bevor er in den Nationalrat gewählt wurde, welchem er bis 1979 angehörte und diesen 1976 präsidierte. Von 1958 bis 1963 war er Präsident der Berner BGB-Sektion und von 1972 bis 1974 Chef der SVP-Fraktion. Als Oberst war er Kriegskommissär im Armeestab.
Etter war Präsident des bernischen und von 1973 bis 1982 des Schweizerischen Gewerbeverbands. Zudem war er Mitglied des Bankrats der Schweizerischen Nationalbank.